# 9194 Ananoff
A 9194 Ananoff (ideiglenes jelöléssel (9194) 1992 OV2) a Naprendszer kisbolygóövében található aszteroida. Eric Walter Elst fedezte fel 1992. július 26-án.